# Прапор генерал-губернатора Нової Зеландії

Прапор генерал-губернатора Нової Зеландії, прийнятий у 2008 році

Прапор генерал-губернатора Нової Зеландії є офіційним прапором Нової Зеландії, він постійно майорить на будівлях та інших місцях, в яких присутній генерал-губернатор. Прапор у сучасному вигляді був прийнятий у 2008 році і являє собою синє поле зі щитом королівського герба Нової Зеландії. Офіційний геральдичний опис: «Прапор із блакитним полем, на ньому герб Нової Зеландії, підписаний королівською короною».

## Історія

### Нова Зеландія як самоврядна колонія

Прапор над парламентом на інавгурації Ананда Сатьянанда як генерал-губернатора (2006)

Нова Зеландія була створена як колонія Нової Зеландії, окремо від Нового Південного Уельсу, у 1841 році. Колонія стала самоврядною в 1853 році після прийняття Закону про Конституцію Нової Зеландії 1852 року. У 1869 році Адміралтейство розпорядилося, щоб «губернатори … керуючі урядами британських колоній і залежних територій були уповноважені керувати „Юніон Джеком“ із гербом або значком колонії, розміщеним у центрі».
У жовтні 1874 року сер Джеймс Фергюссон оголосив, що «… печаткою або значком, який має містити Юніон Джек, який використовує губернатор Нової Зеландії під час посадки на будь-який човен чи інше судно, буде Південний хрест, представлений чотирма п'ятикутними червоними зірками, зображеними на білому щиті вище, і монограма NZ червоними літерами в центрі Південного Хреста».
Наступні губернатори вважали зручним використовувати цей прапор на березі, і він став офіційним прапором віце-королівства.

### Нова Зеландія як домініон, а пізніше королівство
У 1907 році статус Нової Зеландії було офіційно перетворено з самоврядної колонії на домініон. Щоб відзначити перехід до незалежності, уряд Нової Зеландії рекомендував замінити гірлянду з лаврів на прапорі губернатора гірляндою з листя папороті; лист папороті вже був визнаний одним із національних символів Нової Зеландії. У листі від 5 січня 1908 року губернатор просив змінити гірлянду навколо значка на його прапорі зі звичайного зеленого лаврового листя на гірлянду з листя папороті, і посилався на гірлянду з кленового листя, що оточувала значок на прапорі генерал-губернатора Канади як прецедент. Це було схвалено без вагань, оскільки положення передбачало лише, щоб пристрій на прапорах губернаторів був оточений «зеленою гірляндою» — тип листя не вказувався.
Новий дизайн був затверджений у січні 1931 року, щоб відобразити Декларацію Бальфура 1926 року, згідно з якою генерал-губернатор тепер був представником монарха в домініоні Нова Зеландія, а не представником британського уряду. Нагрудний знак Нової Зеландії було замінено королівським гербом. Слова «Домініон Нова Зеландія» були відображені на золотому сувої під значком. Оскільки ані генерал-губернатор лорд Бледіслоу, ані його міністри не прихильно поставилися до змін, старий прапор було збережено, а новий прапор вивішувався лише після прибуття лорда Голвея в 1937 році.
Незначні стилістичні зміни були внесені приблизно в 1953 році, включаючи зміну тексту сувою просто на «Нова Зеландія», оскільки країна більше не називалася домініоном.

#### Актуальний дизайн

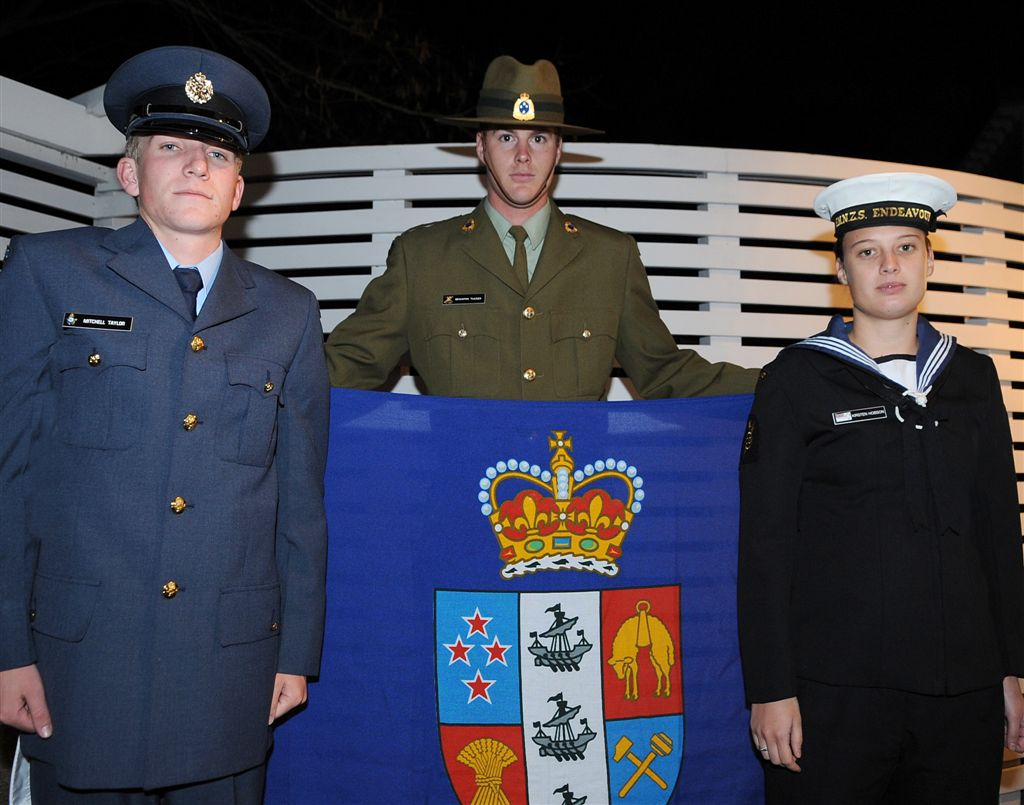
Нинішній прапор вперше було піднято 5 червня 2008 року. На фото з прапором троє військових, які підняли новий прапор і опустили старий.

2 червня 2008 року було прийнято новий дизайн, який збігся з офіційним святкуванням дня народження королеви. Це блакитне поле, на якому в центрі зображено щит герба, увінчаний королівською короною (зображеною як корона святого Едуарда). Попередній дизайн був визнаний занадто «колоніальним» і позбавленим новозеландських елементів.
Прапор з новим дизайном вперше був піднятий на церемонії в Будинку уряду в Окленді 5 червня 2008 року та в Будинку уряду в Веллінгтоні 17 червня 2008 року.

## Використання
Прапор генерал-губернатора займає те саме місце в Новій Зеландії, що й королівський штандарт у Великобританії. Його вивішують у місцях, які займає або проживає генерал-губернатор, наприклад у резиденції генерал-губернатора або в будівлі парламенту під час відвідування засідань Виконавчої ради. Він також красується на службових автомобілях, які перевозять генерал-губернатора.
Прапор генерал-губернатора має перевагу над національним прапором Нової Зеландії та поступається лише особистому новозеландському прапору королеви.

## Історичні версії
| Прапор | Дата           | опис |
| ------ | -------------- | --- |
|        | 1869–1874      | Прапор губернатора Нової Зеландії. Юніон Джек облямований чотирма білими зірками у вигляді хреста.                                                                                                |
|        | 1874–1908      | Прапор губернатора Нової Зеландії. Юніон Джек облямований білим колом із чотирма червоними зірками та ініціалом «NZ» у центрі, оточений зеленим вінком.                                           |
|        | 1908–1936 роки | Прапор губернатора Нової Зеландії. Юніон Джек облямований білим колом із чотирма червоними зірками та ініціалом «NZ» у центрі. Весь оточений вінком папороті.                                     |
|        | 1936–1947      | Прапор генерал-губернатора Нової Зеландії. Гребінь з королівського герба Сполученого Королівства, коронований лев, що стоїть на короні Тюдорів. З написом «Домініон Нова Зеландія» в сувої нижче. |
|        | 1947–1953      | Прапор генерал-губернатора Нової Зеландії. Гребінь з королівського герба Сполученого Королівства, коронований лев, що стоїть на короні Тюдорів. З написом «Нова Зеландія» в сувої нижче.          |
|        | 1953–2008      | Прапор генерал-губернатора Нової Зеландії. Гребінь з королівського герба Сполученого Королівства, коронований лев, що стоїть на короні Святого Едуарда. З написом «Нова Зеландія» у сувої нижче.  |
|        | 2008–дотепер   | Прапор генерал-губернатора Нової Зеландії. Щит герба Нової Зеландії з короною Святого Едуарда. |

## Літератури
- Закон про захист прапорів, емблем і імен 1981 legislative.govt.nz